# 米格爾伊格萊西亞斯區
6°42′26″S 78°15′32″W / 6.7072°S 78.2588°W
米格爾伊格萊西亞斯區（西班牙語：Distrito de Miguel Iglesias），是秘魯的一個區，位於該國北部卡哈馬卡大區的塞倫丁省，始建於1943年9月21日，面積235.7平方公里，海拔高度2,900米，2005年人口4,815，人口密度每平方公里20人。